# كارابانكيل ألتو (محطة مترو أنفاق مدريد)
كارابانكيل ألتو (بالإسبانية: Carabanchel Alto)‏ هي محطة مترو أنفاق في مدريد في إسبانيا، تقع على الخط رقم 11.